# Перська Вікіпедія
Перська Вікіпедія (перс. ویکی‌پدیا، دانشنامهٔ آزاد) — розділ Вікіпедії перською мовою (фарсі).
Перська Вікіпедія була відкрита в січні 2004 року, і вже в грудні того ж року кількість статей сягнула тисячі. Відмітки у 10 тисяч статей перський розділ досяг 18 лютого 2006 року.
Перська Вікіпедія станом на 28 березня 2025 року містить 1 033 935 статей, 1 380 113 зареєстрованих користувачів, 4706 активних дописувачів, 35 адміністраторів
. Загальна кількість сторінок в перській Вікіпедії — 5 826 078, редагувань — 41 409 008, завантажених файлів — 93 941
. Глибина (рівень розвитку мовного розділу) перської Вікіпедії велика і становить 152.7 пунктів
. Це 19-а найбільша Вікіпедія серед загального переліку, що знаходиться між португальською і каталонською мовними версіями.

## Наповнення

Логотип святкування на честь мільйона статей.

- 25 серпня 2010 — 100 000 статей
- 10 липня 2012 — 200 000 статей
- 19 лютого 2013 — 300 000 статей
- 18 липня 2014 — 400 000 статей
- 27 липня 2016 — 500 000 статей
- 24 березня 2018 — 600 000 статей
- 26 травня 2021 — 800 000 статей
- 14 квітня 2022 — 900 000 статей
- 22 квітня 2024 — 1 000 000 статей